# Уравнение переноса
Уравнение переноса — дифференциальное уравнение в частных производных, описывающее изменение скалярной величины в пространстве и времени.
Уравнение переноса имеет вид:
{\displaystyle {\frac {\partial \psi }{\partial t}}+\nabla \cdot \mathbf {F} =0,}
где {\displaystyle \nabla \cdot } — оператор дивергенции, а {\displaystyle \mathbf {F} } — вектор плотности потока скалярной величины {\displaystyle \psi }. Он равен произведению величины {\displaystyle \psi } на вектор скорости потока: {\displaystyle {\mathbf {F} }=\psi {\mathbf {u} }}. Часто предполагается, что поле скоростей соленоидально, то есть {\displaystyle \nabla \cdot {\mathbf {u} }=0}. В этом случае уравнение принимает вид:
{\displaystyle {\frac {\partial \psi }{\partial t}}+{\mathbf {u} }\cdot \nabla \psi =0.}
В одномерной постановке имеет вид:
{\displaystyle {\frac {\partial \psi }{\partial t}}+{u}{\frac {\partial \psi }{\partial x}}=0.}
И при постоянном значении {\displaystyle u} имеет аналитическое решение:
{\displaystyle \psi (x,t)=\psi _{0}(x-ut),}
где {\displaystyle \psi _{0}} — произвольная гладкая (дифференцируемая) функция.